# Achrysocharoides nigricoxae
Achrysocharoides nigricoxae is een vliesvleugelig insect uit de familie Eulophidae. De wetenschappelijke naam is voor het eerst geldig gepubliceerd in 1954 door Delucchi.